# Parafia św. Andrzeja Boboli w Świętajnie
Parafia Świętej Andrzeja Boboli w Świętajnie – rzymskokatolicka parafia w Świętajnie, należąca do archidiecezji warmińskiej i dekanatu Rozogi.
Została utworzona w 1945.